# كيلي كروفورد
كيلي كروفورد (بالإنجليزية: Kellie Crawford) هي مغنية أسترالية، ولدت في 1 مايو 1974 في سيدني في أستراليا.

## وصلات خارجية
- كيلي كروفورد على موقع IMDb (الإنجليزية)
- كيلي كروفورد على موقع ديسكوغز (الإنجليزية)